# Nguyễn Nhật
Nguyễn Nhật (sinh ngày 1 tháng 2 năm 1961) là một chính trị gia người Việt Nam. Ông từng là Ủy viên Ban cán sự Đảng, Thứ trưởng Bộ Giao thông Vận tải Việt Nam. Ông từng là đại biểu Quốc hội Việt Nam khóa XII, thuộc đoàn đại biểu Hà Tĩnh.

## Xuất thân
Nguyễn Nhật sinh ngày 1 tháng 2 năm 1961, quê quán phường Trung Lương, thị xã Hồng Lĩnh, tỉnh Hà Tĩnh, người dân tộc Kinh, không theo tôn giáo nào.

## Giáo dục
Theo website Quốc hội Việt Nam thì ông có bằng cử nhân ngoại ngữ (không rõ của trường nào cấp) lúc ông làm đại biểu Quốc hội khóa XII (2007-2011).
Nguyễn Nhật là kỹ sư không rõ ngành gì, tốt nghiệp chính quy Trường Đại học Hàng hải Việt Nam. Báo VnEconomy, Infonet (báo điện tử của Bộ thông tin và truyền thông), Báo Hà Tĩnh nói ông có bằng cử nhân Đại học Hàng hải không rõ ngành gì.
Ông có bằng Thạc sĩ Quản trị kinh doanh do Trường Đại học Quốc gia Hà Nội cấp và có trình độ cao cấp lí luận chính trị Đảng Cộng sản Việt Nam.

## Sự nghiệp
Nguyễn Nhật gia nhập Đảng Cộng sản Việt Nam vào ngày 7/8/1980.

### Tổng giám đốc Tổng Công ty Khoáng sản và Thương mại Hà Tĩnh
Ông đã từng công tác trong ngành hàng hải, từng đi tàu biển và tham gia nhiều chuyến hải trình, làm giám đốc cảng.
Nguyễn Nhật được biết đến là một trong những người đầu tiên quyết định bỏ vốn đầu tư vào khu vực cảng Vũng Áng khi ông là quản lý doanh nghiệp tại Hà Tĩnh.
Tháng 6 năm 2005, Nguyễn Nhật được bổ nhiệm giữ chức Tổng Giám đốc Tổng Công ty Khoáng sản Hà Tĩnh (MITRACO) thay thế Võ Kim Cự (nguyên Chủ tịch Hội đồng quản trị kiêm Tổng giám đốc Mitraco) vừa được bầu làm Phó Chủ tịch Ủy ban nhân dân tỉnh Hà Tĩnh khi công ty khai khoáng này đang trên đà phát triển.
Lúc làm Tổng Giám đốc Tổng Công ty Khoáng sản Hà Tĩnh (MITRACO), ông cũng tham gia quản lý Cảng Vũng Áng.

### Đại biểu Quốc hội Việt Nam khóa XII Hà Tĩnh
Từ năm 2007 đến năm 2011, Nguyễn Nhật là Đại biểu Quốc hội Việt Nam khóa XII thuộc đoàn đại biểu tỉnh Hà Tĩnh (đơn vị bầu cử gồm các huyện Thạch Hà, Can Lộc, Nghi Xuân, Lộc Hà, với tỉ lệ phiếu thuận/số phiếu hợp lệ là 87,97%). Lúc này ông là Tỉnh ủy viên Hà Tĩnh; Uỷ viên Uỷ ban Tài chính-Ngân sách của Quốc hội, Bí thư Đảng ủy, Tổng giám đốc Công ty Khoáng sản và Thương mại Hà Tĩnh và có trình độ cao cấp lí luận chính trị, thạc sĩ ngành quản trị kinh doanh, cử nhân ngoại ngữ.

### Phó Chủ tịch Ủy ban nhân dân tỉnh Hà Tĩnh
Từ tháng 7 năm 2010, Nguyễn Nhật đảm nhiệm chức vụ Phó Chủ tịch Ủy ban nhân dân tỉnh Hà Tĩnh; Ủy viên Ban Chấp hành Đảng bộ tỉnh Hà Tĩnh.
Thay thế ông làm Tổng Giám đốc Tổng Công ty Khoáng sản Hà Tĩnh là ông Dương Tất Thắng, sau này cũng được bầu làm Phó Chủ tịch Ủy ban nhân dân tỉnh Hà Tĩnh vào tháng 4 năm 2016 (Hội đồng nhân dân tỉnh Hà Tĩnh khóa XVI, kì họp thứ 16)
Năm 2011, Nguyễn Nhật trúng cử đại biểu Hội đồng nhân dân tỉnh Hà Tĩnh khóa XVI nhiệm kỳ 2011-2016.

### Cục trưởng Cục Hàng hải Việt Nam
Tháng 9 năm 2012, từ vị trí Phó Chủ tịch Ủy ban nhân dân tỉnh Hà Tĩnh, Nguyễn Nhật được bổ nhiệm làm Cục trưởng Cục Hàng hải Việt Nam thay cho Dương Chí Dũng, người bị bắt giữ để điều tra trong vụ án tham nhũng xảy ra tại Tổng công ty Hàng hải Việt Nam. Khi có dư luận về trình độ học vấn của ông Nguyễn Nhật, ông Nguyễn Văn Công, Thứ trưởng Bộ Giao thông Vận tải Việt Nam cho biết ông không quan tâm tới trình độ thạc sĩ hay tiến sĩ của ông Nhật, và "chỉ riêng việc tốt nghiệp Đại học Hàng hải và có trình độ kỹ sư, ông Nhật đã đủ tiêu chuẩn để bổ nhiệm Cục trưởng Cục Hàng hải Việt Nam". Nguyễn Nhật sau khi được bổ nhiệm chức Cục trưởng cho biết sẽ đẩy mạnh công nghiệp đóng tàu và khai thác cảng.
Tháng 11/2014, do để xảy ra sai phạm tại 3 công trình nạo vét duy tu luồng hàng hải lớn nhất Việt Nam năm 2013 là Hòn Gai - Cái Lân, Vũng Tàu - Thị Vải và Soài Rạp - Hiệp Phước, ông cùng với một số cán bộ khác đã bị Bộ Giao thông Vận tải Việt Nam phê bình nghiêm khắc. Cụ thể, Nguyễn Nhật - Cục trưởng và Đỗ Hồng Thái - Phó Cục trưởng Cục Hàng hải Việt Nam, bị phê bình nghiêm khắc vì là chủ đầu tư ba công trình trên đã để xảy ra sai sót của tổ tư vấn giám sát hiện trường (quyết định phê bình do Thứ trưởng Nguyễn Văn Công ký).

### Thứ trưởng Bộ Giao thông vận tải Việt Nam
Sau ba năm làm Cục trưởng Cục Hàng hải Việt Nam, ngày 9/6/2015, Nguyễn Nhật được Thủ tướng Nguyễn Tấn Dũng bổ nhiệm giữ chức Thứ trưởng Bộ Giao thông Vận tải Việt Nam theo Quyết định 799/QĐ-TTg. Sau khi được bổ nhiệm, ông là thứ trưởng thứ 7 của Bộ Giao thông Vận tải dưới quyền Bộ trưởng Đinh La Thăng, sáu thứ trưởng còn lại là Nguyễn Hồng Trường, Phạm Quý Tiêu, Nguyễn Ngọc Đông, Nguyễn Văn Công, Lê Đình Thọ, Nguyễn Văn Thể (sau này là Bộ trưởng Bộ Giao thông Vận tải Việt Nam).
Sáng ngày (28/5/2021), thừa uỷ quyền Thủ tướng Chính phủ Phạm Minh Chính, Bộ trưởng Bộ GTVT Nguyễn Văn Thể trao quyết định nghỉ hưu theo chế độ từ ngày 1/6/2021 cho Thứ trưởng Bộ GTVT Nguyễn Nhật.

## Bê bối và Kỷ luật

### Vụ xe biển xanh
Năm 2010, dư luận ở Hà Tĩnh cho rằng Nguyễn Nhật, Tổng giám đốc Tổng Công ty Khoáng sản và Thương mại Hà Tĩnh (MITRACO) đi xe biển xanh Camry 3.0 V6 38A - 7777 sau khi tổng công ty này đã cổ phần hoá, thoái vốn nhà nước là trái quy định. Xe này vốn là xe của Võ Kim Cự sử dụng lúc làm Tổng giám đốc MITRACO. Sau đó khi Võ Kim Cự được thăng chức Phó Chủ tịch Ủy ban nhân dân tỉnh Hà Tĩnh thì chuyển giao xe lại cho Nguyễn Nhật. Các xe ô tô mang biển kiểm soát xanh mà MITRACO lúc đó đang "tự ý" sử dụng gồm xe ô tô Camry 3.0 V6 38A - 7777, Camry 2.4 38A - 7788, Camry 2.4 38A - 7787 và Camry 38A - 6886. Tuy nhiên, theo lời Nguyễn Thanh Bảo, Trưởng phòng Cảnh sát giao thông tỉnh Hà Tĩnh thì việc giao xe biển số xanh cho ông Nhật sử dụng là hoàn toàn có cơ sở và đúng pháp luật vì Nguyễn Nhật lúc đó đang là Đại biểu Quốc hội Việt Nam khóa XIII (2007-2011) thuộc đoàn đại biểu tỉnh Hà Tĩnh.

### Vụ BOT Cai Lậy
Ngày 25 tháng 9 năm 2019, Thủ tướng Chính phủ Việt Nam Nguyễn Xuân Phúc kí quyết định sô 1248/QĐ-TTg thi hành kỉ luật Nguyễn Nhật, Thứ trưởng Bộ Giao thông vận tải, với hình thức Khiển trách do "đã có vi phạm, khuyết điểm trong công tác và Ủy ban Kiểm tra Trung ương đã thi hành kỷ luật về Đảng" (Đảng Cộng sản Việt Nam).